# 김장룡
김장룡(金章龍, 1926년 ~ 2015년 11월 23일)은 한국의 독립운동가이다.

## 생애
1944년 7월 당시 19세의 나이로 경남 진해의 일본 해군 제51항공창에 근무할 당시 비밀결사대를 조직해 항일운동을 계획하다가 일본군에 체포되었고 징역 2년을 선고받고 복역 중 이듬해 해방을 맞으면서 석방됐다. 체포 당시 고문한 사람은 열린우리당 의장이었던 신기남의 부친 신상묵이었다.
해방후 세브란스 의대에 입학해 1958년 의학사 학위를 받은 뒤 부산진구 범천동에서 순천의원장으로 2004년 8월까지 지냈다. 은퇴후인 2005년 12월부터 의료봉사 등에 활동하였다.
그의 공적은 오랫동안 인정받지 못했다. 2002년부터 친지와 동료들의 권유로 국가유공자 신청을 냈지만 복역 사실만 확인됐을 뿐 독립운동 사실을 제대로 인정받지 못해 신청이 번번이 각하됐으나 2007년에 독립운동 사실을 인정받아 건국포장을 수여했다.

## 기타
2004년 열린우리당 신기남 부친 친일논란 당시 신상묵에게 고문받았다는 증언을 하여 파문으로 신기남은 열린우리당 의장직을 사퇴하기도 했다. 이후 2007년 신기남은 부친이 고문했던 김장룡과 만나 사죄했다.